# ويليام ستيفنسون (راكب الكنو)
ويليام ستيفنسون هو راكب الكنو كندي، ولد في 1923.

## وصلات خارجية
- ويليام ستيفنسون على موقع أوليمبيديا (الإنجليزية)